# Vidal blanc

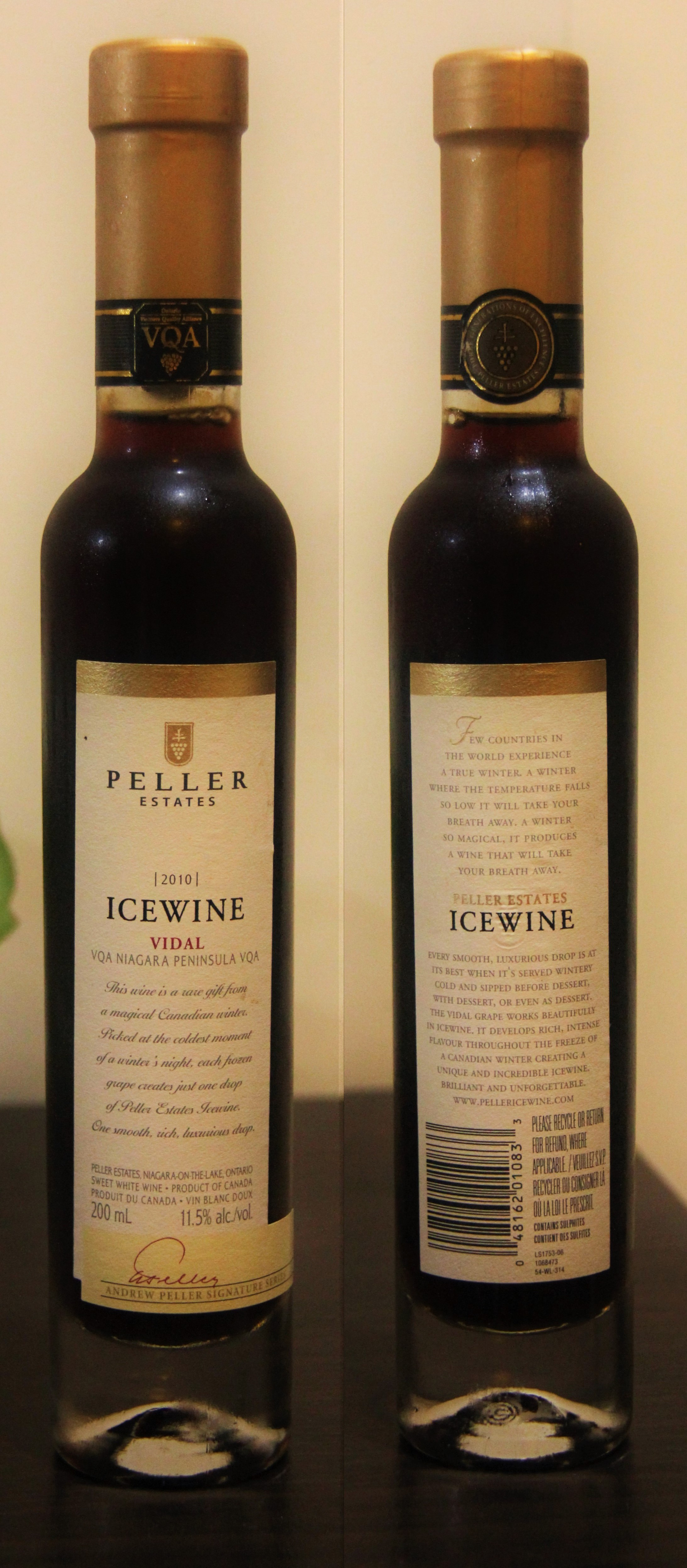
Vino de hielo Vidal de Peller Estates en Ontario

Vidal blanc (o simplemente Vidal) es una variedad de uva blanca híbrida producida a partir de la variedad Vitis vinifera Ugni blanc (también conocida como Trebbiano Toscano) y otra variedad híbrida, Rayon d'Or (Seibel 4986). Es una variedad muy resistente al invierno que logra producir altos niveles de azúcar en climas fríos, con una acidez entre moderada a alta.
La uva fue desarrollada en la década de 1930 por el criador de uvas de vino francés Jean Louis Vidal; su objetivo principal al desarrollar la variedad era la producción de coñac en la región de Charente-Maritime en el oeste de Francia. Sin embargo, debido a su resistencia al invierno, esta variedad de uva se cultiva más extensamente en las regiones vinícolas canadienses de Ontario, Columbia Británica, Quebec y Nueva Escocia, donde se suele utilizar para la producción de vino de hielo como una uva permitida de la Vintners Quality Alliance. También se cultiva ampliamente en los Estados Unidos, donde se utiliza para producir vinos secos y dulces en el área vitícola estadounidense (AVA por sus siglas en inglés) de Finger Lakes en el estado de Nueva York, el AVA del Valle de Yadkin y de Crest of the Blue Ridge Henderson County de Carolina del Norte, el AVA de la Llanura Costera Exterior del sur de Nueva Jersey, Míchigan, Virginia, Misuri y otros estados. La uva también se cultiva a solo 500 millas al sur del Círculo Polar Ártico en Suecia, donde también se utiliza para hacer vino de hielo. 
El vino elaborado con Vidal blanc suele ser muy afrutado, con notas aromáticas de pomelo y piña. Gracias a su alta acidez y potencial de azúcar, es especialmente adecuado para vinos de postre más dulces. En particular, gracias a la dureza de la piel exterior de la fruta, es ideal para la elaboración de vino de hielo.  Es algo resistente al mildiu velloso, pero muy susceptible a otros riesgos vitícolas como la coulure y el oídio.

## Familia

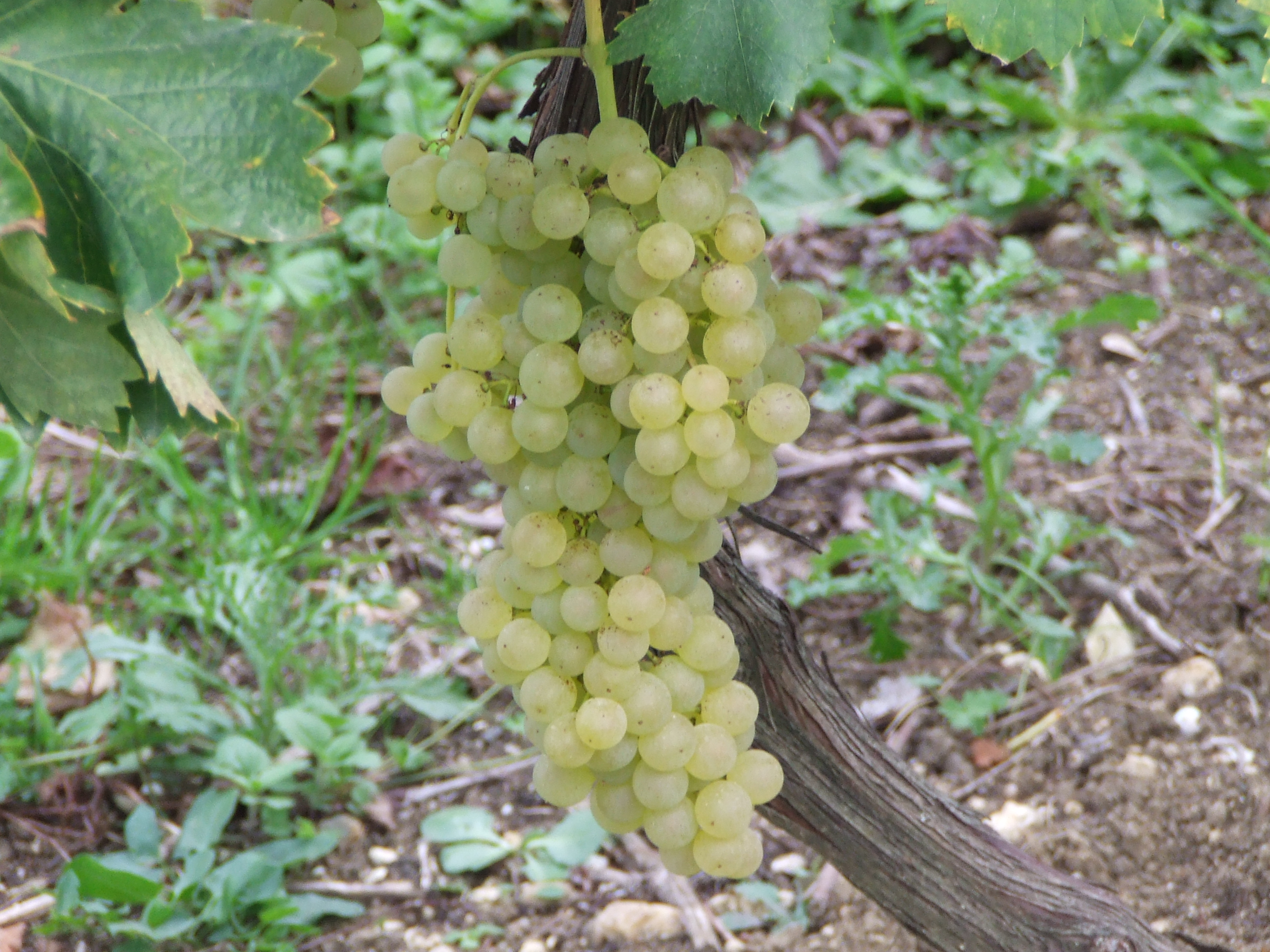
Ugni blanc, una de las variedades progenitoras de Vidal blanc

La Vidal blanc es una variedad híbrida compleja cultivada a partir de vides pertenecientes a varias especies diferentes dentro del género Vitis. Una de sus progenitoras, la Ugni blanc, proviene de la especie Vitis vinifera de vides europeas que producen la mayoría de los vinos más conocidos del mundo, como el Cabernet Sauvignon y el Chardonnay. Su segunda progenitora, la Rayon d'Or, fue una uva Seibel, un cruce interespecífico entre Aramon du Gard y Seibel 405 (ambos cruces interespecíficos). En este extenso árbol genealógico de la Vidal blanc se incluyen variedades de las especies Vitis rupestris y Vitis aestivalis, así como uvas producidas por los notables criadores de híbridos Thomas Volney Munson, Hermann Jaeger y Albert Seibel.

## Historia

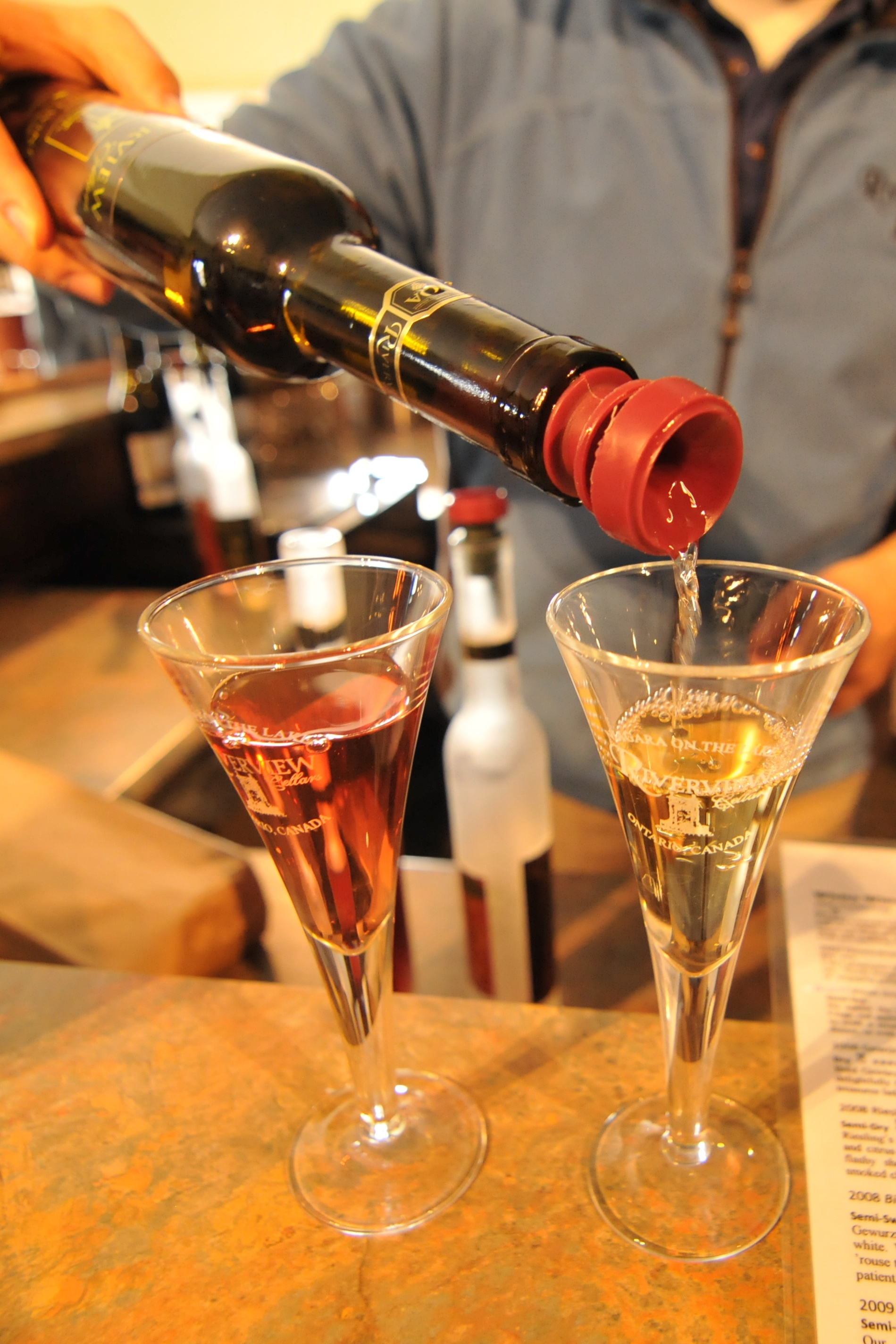
Los vinos de hielo Vidal son un estilo popular de vino producido en Canadá.

La Vidal Blanc fue creada en la década de 1930 por el criador de uvas francés Jean-Louis Vidal (1880-1976) como una variedad con potencial para la producción de coñac en el clima marítimo y los fríos inviernos del oeste de Francia. Para obtenerla, cruzó la Ugni blanc (también conocida como Trebbiano) de la Toscana, la uva principal históricamente utilizada en la producción de brandy, con la Rayon d'Or, una uva híbrida resistente al invierno que se utilizó con éxito anteriormente para obtener la Seyval blanc. Aunque la variedad se creó en Francia, hoy en día ya no está autorizada, y solo quedan unas pocas plantaciones en el departamento de Charente Marítimo.
A finales de la década de 1940, la uva llegó a Canadá gracias a Adhemar de Chaunac, enólogo francés que trabajaba para la productora de vinos de Ontario TG Bright & Company (luego conocida como Bright Wines). De Chaunac fue responsable de llevar numerosas variedades e híbridos de Vitis vinifera a Canadá para determinar qué uvas se adaptaban bien al clima canadiense. La Vidal Blanc fue una de las variedades con las que experimentó, con una vendimia tardía, dejando las uvas en las vides hasta bien entrado el invierno. Sin embargo, el estilo de vino de hielo con el que se asociaría la Vidal Blanc no se popularizó comercialmente en Canadá hasta la década de 1980.

## Viticultura
La Vidal Blanc es una variedad muy resistente al invierno, capaz de sobrevivir a una exposición prolongada a bajas temperaturas durante el periodo invernal y de producir yemas secundarias viables que seguirán produciendo una cosecha incluso tras una helada tardía en primavera. Es una uva de maduración media capaz de acumular niveles suficientes de azúcar para elaborar vinos secos, pero también puede mantenerse en la vid hasta bien entrada la temporada para producir vinos de vendimia tardía y vinos de hielo.
Si bien la vid presenta cierta resistencia al mildiú velloso, puede ser muy susceptible al mildiú polvoroso, la coulura y la antracnosis . Los racimos largos de bayas pequeñas también pueden ser propensos a la podredumbre del racimo causada por botritis.